# Thuli (Fluss)
Der Thuli, auch Tuli geschrieben ist ein Fluss in der Provinz Matabeleland South in Simbabwe.

## Verlauf
Der Fluss entspringt im Matobo-Nationalpark südlich von Bulawayo und fließt nach Südosten. Er mündet auf der Grenze zu Botswana, nahe der nördlichen Spitze des Thuli Parks and Wildlife Land in den Shashe.

## Hydrometrie
Die Abflussmenge des Flusses wurde in m³/s kurz vor der Mündung gemessen.